# نبرد مارتقوپی
نبرد مارتقوپی (گرجی: მარტყოფის ბრძოლა) جنگی بود که در سال ۱۶۲۵ میلادی بین پادشاهی گرجستان کارتلی و ایران صفوی رخ داد. گرجی‌ها به فرماندهی گیورگی ساآکادزه قوای ایرانی شاه عباس اول را شکست دادند.
در بهار ۱۶۲۵، شاه عباس اول برای جلوگیری از شورش پیش رو، قوای خود را به فرماندهی قرچغای خان به گرجستان فرستاد. او تلاش کرد تا سیاست قتل‌عام و تبعید را در کارتلی اجرا کند. طبق برنامه‌های رهبران شورش، گرجی‌ها قرار بود زودتر از زمان برنامه‌ریزی شده به اردوگاه دشمن حمله کنند. در سحرگاه ۲۵ مارس ۱۶۲۵، گرجی‌ها به اردوگاه ایران نزدیک شدند. با شنیدن صدا، نگهبانان شیپور جنگ زدند. گرجی‌ها پس از پیروزی، تفلیس تحت کنترل صفوی را تصرف کردند.